# Atto d'Indipendenza dell'Impero del Messico

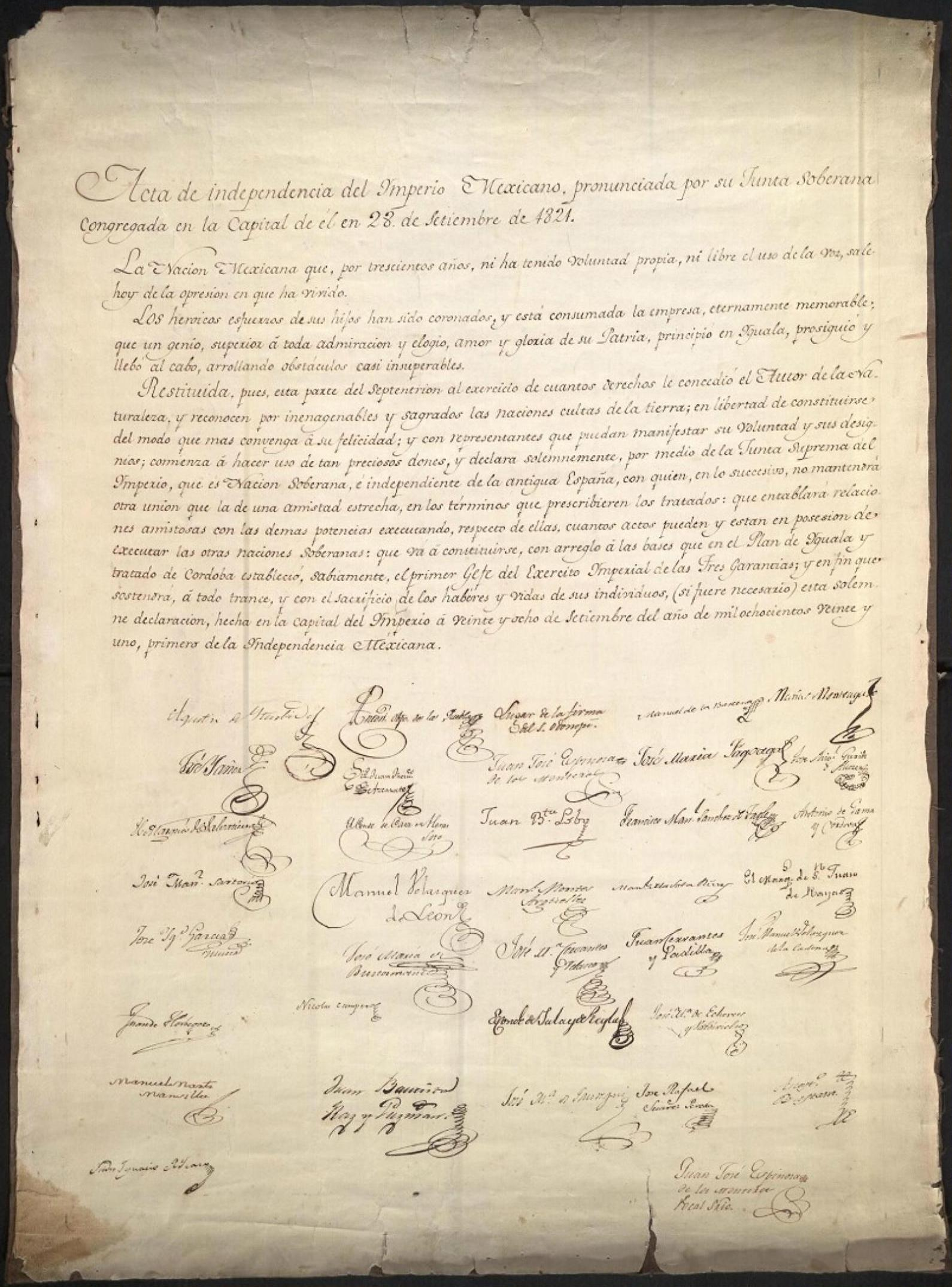
Fotografía dell'Atto dell'Impero Messicano

Un giorno dopo l'entrata dell'esercito trigarante a Città del Messico, il 27 settembre 1821, Agustín de Iturbide ordinò che la Suprema Giunta Provvisoria Governativa si riunisse presto per eleggere il Presidente della Reggenza dell'Impero, così che nel pomeriggio venisse redatto l'Atto d'Indipendenza della Nuova Nazione. La presidenza fu affidata allo stesso Iturbide e nel pomeriggio venne firmato dalla giunta il seguente documento:

## Atto d'Indipendenza dell'Impero del Messico
"La nazione messicana che, per trecento anni non ha avuto volontà propria e libero uso della voce, esce oggi dall'oppresione nella quale ha vissuto. Gli eroici sforzi dei suoi figli sono stati coronati, ed è stata consumata l'impresa, eternamente memorabile, che un genio superiore a qualsiasi ammirazione ed elogio, amore e gloria della sua patria, cominciò ad Iguala, proseguì e arrivò alla fine superando ostacoli insuperabili.
Restituita, questa parte del settentrione all'esercito proprietario dei diritti che gli concesse l'autore della vita, e riconoscono per innegabili e sacri le nazioni colte della terra, nella libertà di costituirsi come meglio credano per la propria felicità; e con rappresentanti che possano manifestare la volontà e i suoi ideali; comincia a fare uno dei tanti preziosi doni, e dichiara solennemente per mezzo della Giunta Suprema dell'Impero, che è una Nazione Sovrana, e indipendente dall'antica Spagna, con la quale, nel futuro, non manterrà altra unione che quella di un'amicizia stretta, a seconda di quello che diranno i trattati; e verranno intavolati rapporti di amicizia con le altre potenze, in base a quello che dice il Piano di Iguala e il Trattato di Córdoba, infine si sosterrà con ogni sforzo e si sascrificheranno tutti gli averi e le vite dei cittadini (se fosse necessario) questa dichiarazione, fatta nella capitale dell'Impero il 28 settembre del 1821, primo giorno dell'indipendenza Messicana."

## Membri della Suprema Giunta Governativa Provvisoria
- Don Antonio Joaquín Pérez Martínez
- Don Juan O'Donojú
- Don José Mariano de Almanza
- Don Manuel de la Bárcena
- Don Matías Monteagudo
- Don José Isidro Yáñez
- Don Juan Francisco Azcárate
- Don Juan José Espinosa de los Monteros
- Don José María Fagoaga
- Don Miguel Guridi y Alcocer
- Don Francisco Severo Maldonado
- Don Miguel Cervantes y Velasco
- Don Manuel de Heras Soto
- Don Juan Lobo
- Don Francisco Manuel Sánchez de Tagle
- Don Antonio Gama
- Don José Manuel Sartorio
- Don Manuel Velázquez de León
- Don Manuel Montes Argüelles
- Don Manuel Sotarriva
- Don José Mariano Sandaneta
- Don Ignacio García Illueca
- Don José Domingo Rus
- Don José María Bustamante
- Don José María Cervantes y Velasco
- Don Juan María Cervantes y Padilla
- Don José Manuel Velázquez de la Cadena
- Don Juan Horbegoso
- Don Nicolás Campero
- Don Pedro José Romero de Terreros
- Don José María Echevers Valdivieso Vidal de Lorca
- Don Manuel Martínez Mancilla
- Don Juan B. Raz y Guzmán
- Don José María Jáuregui
- Don Rafael Suárez Pereda
- Don Anastasio Bustamante
- Don Ignacio Icaza
- Don Manuel Sánchez Enciso.

## Membri della Reggenza dell'Impero
- Agustín de Iturbide, Presidente.
- Juan O'Donojú, secondo reggente.
- Manuel de la Bárcena, terzo reggente.
- José Isidro Yáñez, quarto reggente.
- Manuel Velásquez de León, quinto reggente.